# Charles Daves
Charles Daves (São Gonçalo) é um ator, diretor de cinema e diretor de teatro brasileiro. Fez vários papéis na televisão, no teatro e no cinema, e dirigiu filmes e peças teatrais.[carece de fontes?]
Em entrevista concedida em 2013 para a revista Com Tudo, celebrando seus 20 anos de carreira, disse que atua desde os 14 anos de idade. Com 15 já era profissional do teatro, e dirigiu com 19 anos sua primeira peça, O Livro Mágico, espetáculo infantil escrito por ele mesmo.
Desde então mantém atividade ininterrupta em várias modalidades das artes cênicas. Trabalhou em várias emissoras de TV, passando pela TV Globo, SBT, Band, Record e CNT. Em 2001 atuou como apresentador de merchandising divulgando o adoçante Magri Diet. Seu sucesso lhe valeu a contratação para a telenovela Roda da Vida, da Rede Record, e em seguida atuando na minissérie Felicidade Existe. No Sítio do Picapau Amarelo, na versão produzida pela Rede Globo entre 2001 e 2006, fez dois papéis, interpretando ao longo de 2005 o Doutor Caramujo e o Doutor Madeira, ano em que a série foi distinguida com o Prêmio MídiaQ. Fez outros papéis televisivos, mas foi seu personagem Creidi, no popular programa humorístico A Praça É Nossa, do SBT, que o tornou realmente famoso.
Ao mesmo tempo, continuava trabalhando em teatro, montando peças infantis e adultas que percorreram várias localidades brasileiras, com destaque para Intenções Perigosas, de 2008, atuando como ator e diretor, e Perdoa-me por Me Traíres, de Nelson Rodrigues, como ator. No cinema, dirigiu filmes como Não Pise na Bola, Sinal, Rota 277 e E a Festa Continua... (com Cininha de Paula), além de trabalhar como protagonista em O Intruso, de Paulo de Moraes Fontenelle.
É sócio da escola de atores CN Artes, juntamente com Cininha de Paula, orientando iniciantes que aspiram à profissionalização.